# Koninklijke Bibliotheek van België

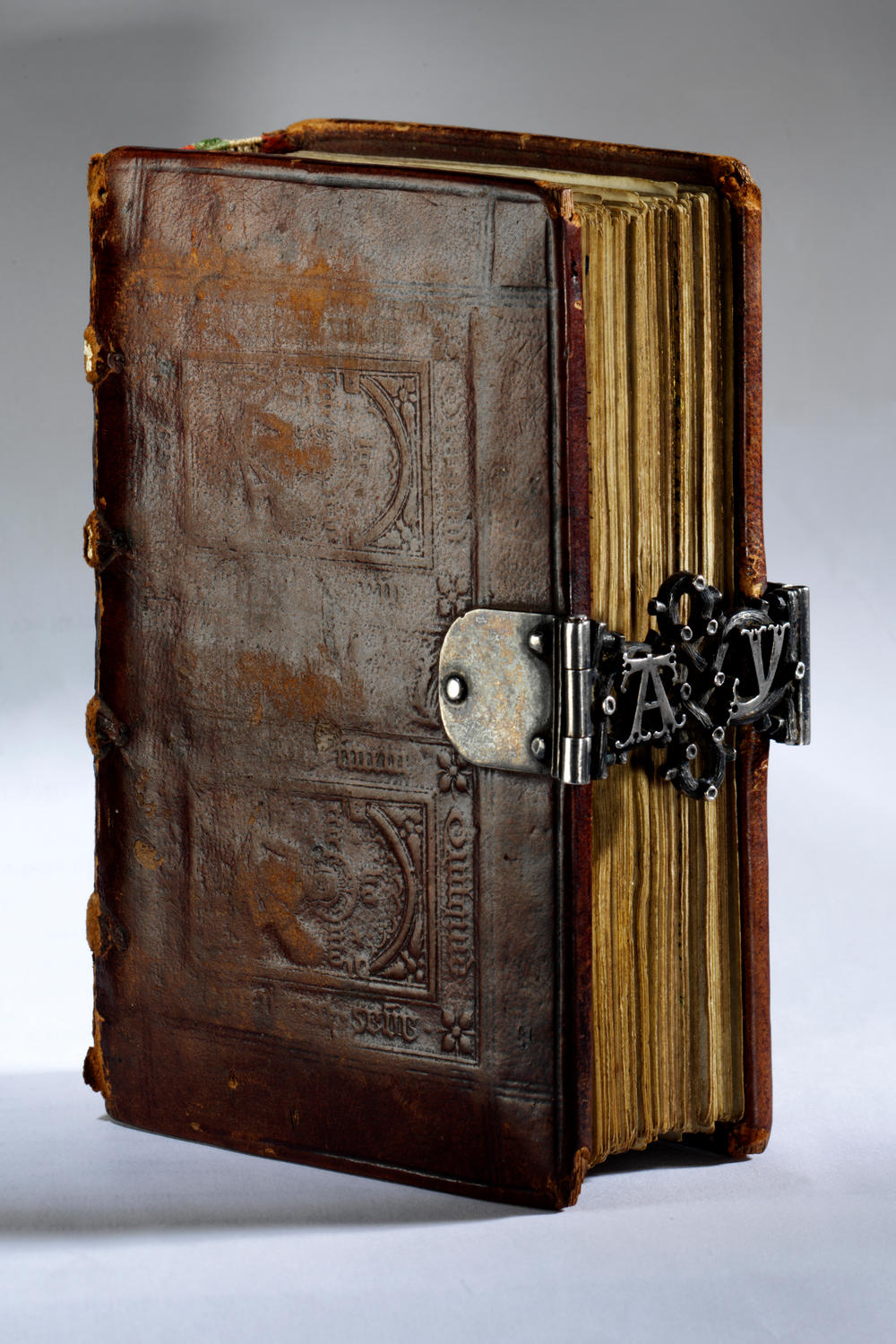
Getijdenboek Van Reynegom (16e eeuw), Koning Boudewijnstichting

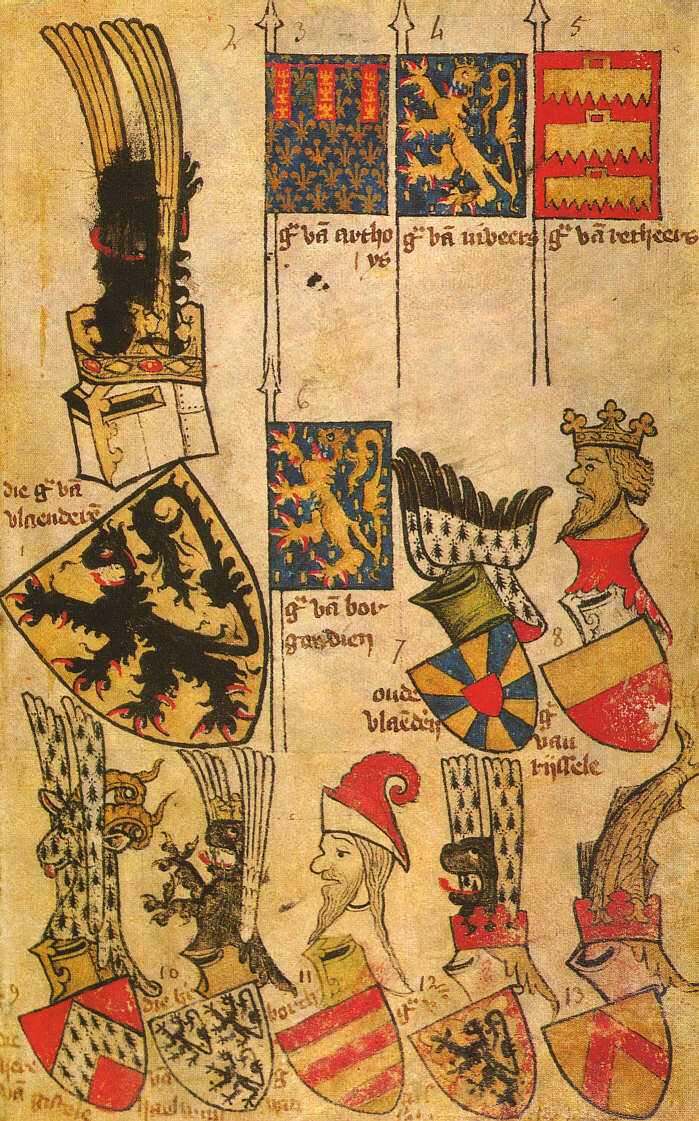
Wapenboek Gelre

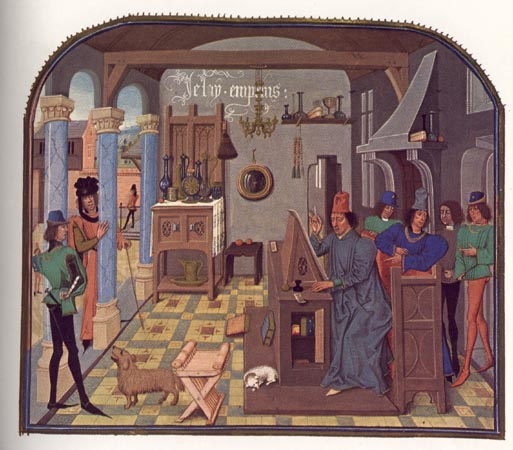
Histoire de Charles Martel; ms. 8, fol. 7

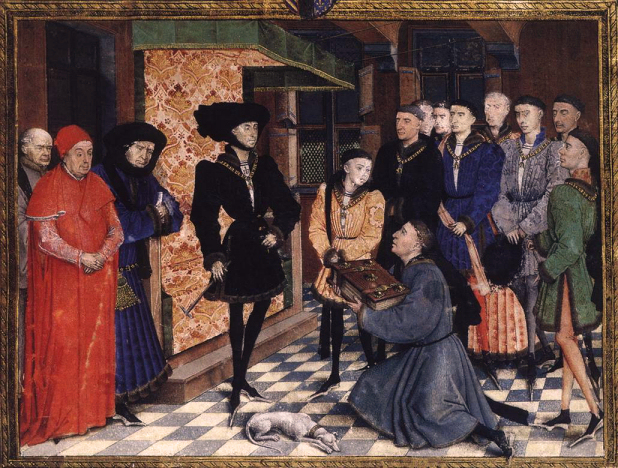
Chroniques de Hainaut; het meest kostbare manuscript uit de verzameling

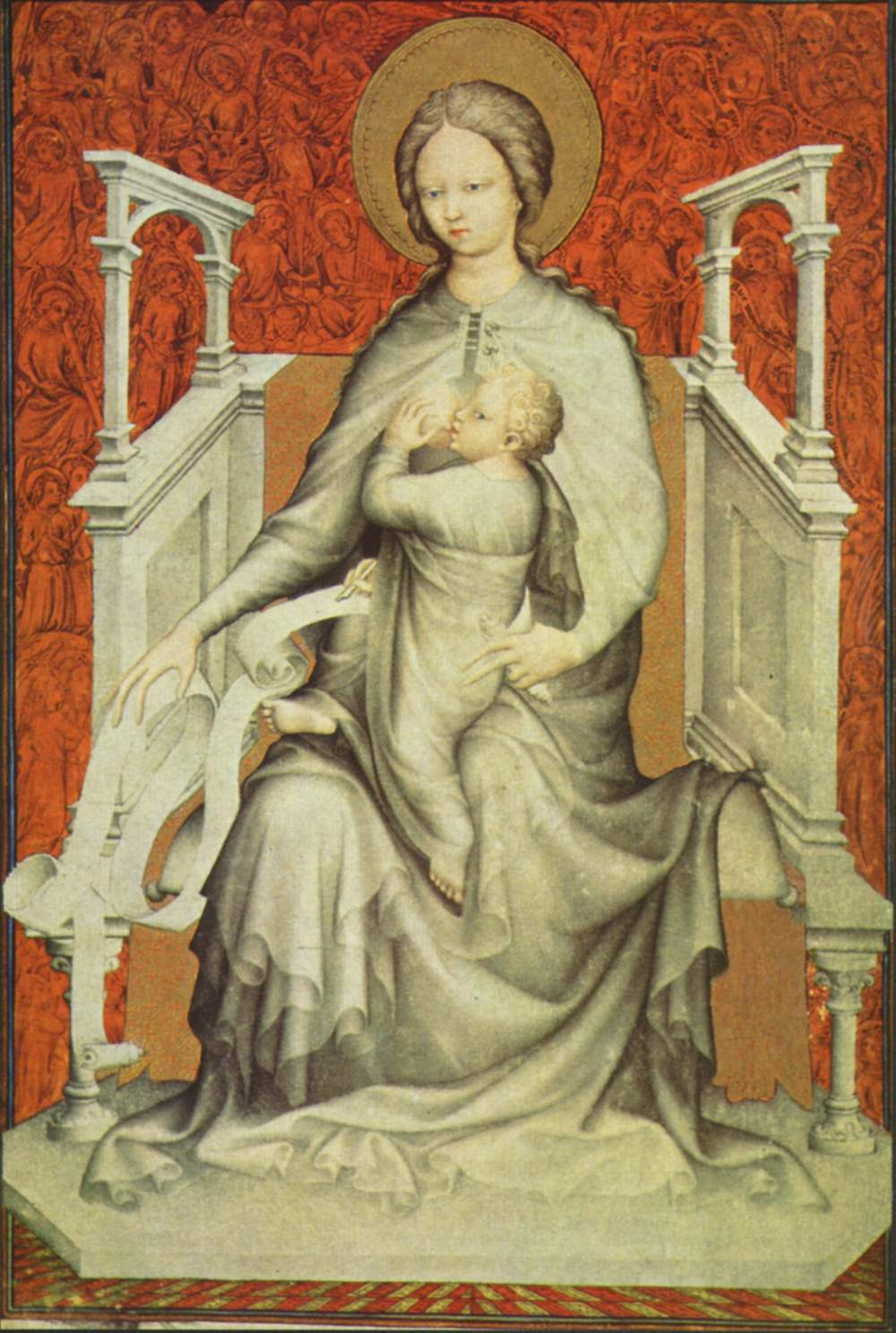
De beroemde Très Belles Heures de Notre-Dame

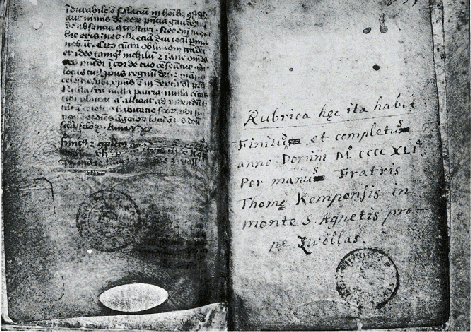
De Imitatione Christi? door Thomas à Kempis

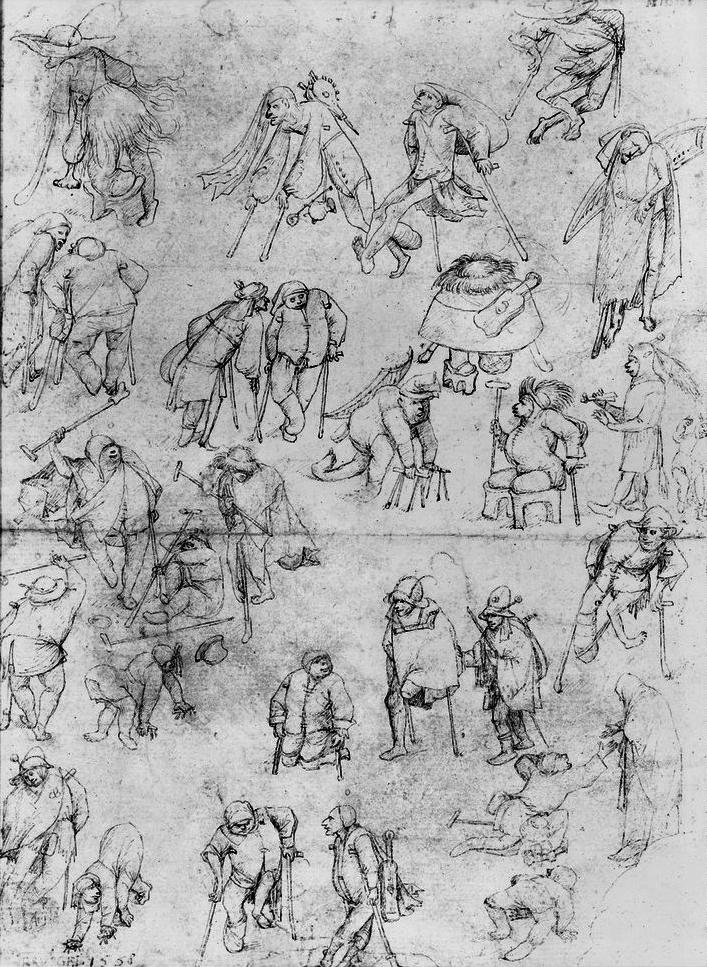
Bedelaars en kreupelen, navolger van Jheronimus Bosch

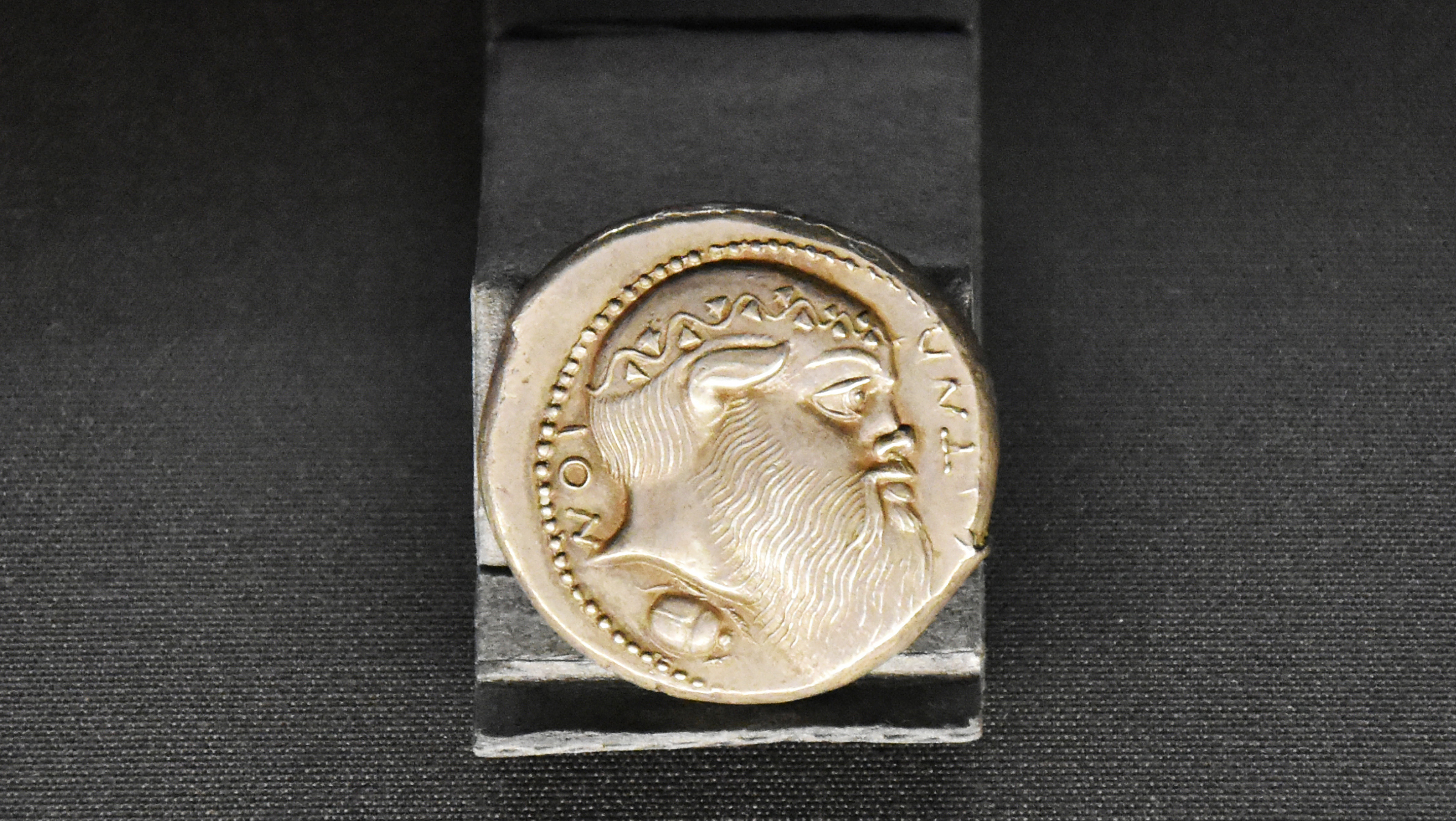
De tetradrachme van Aetna (zie tekst)

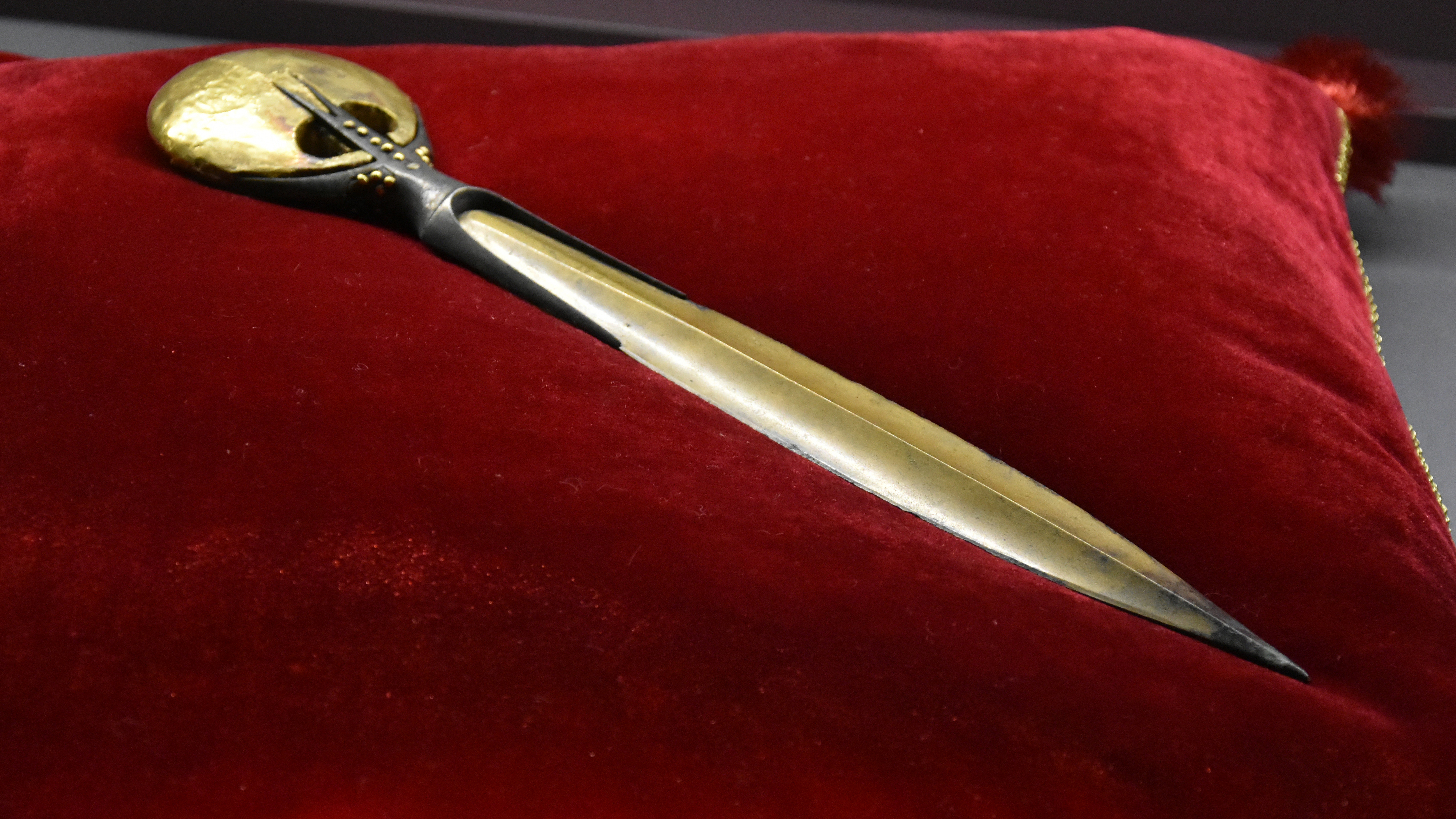
Ceremoniële dolk (hout, koper en goud, 23 cm lang) van farao Kamosis (ca.1540 v.C;) die Auguste Mariette heeft opgedolven

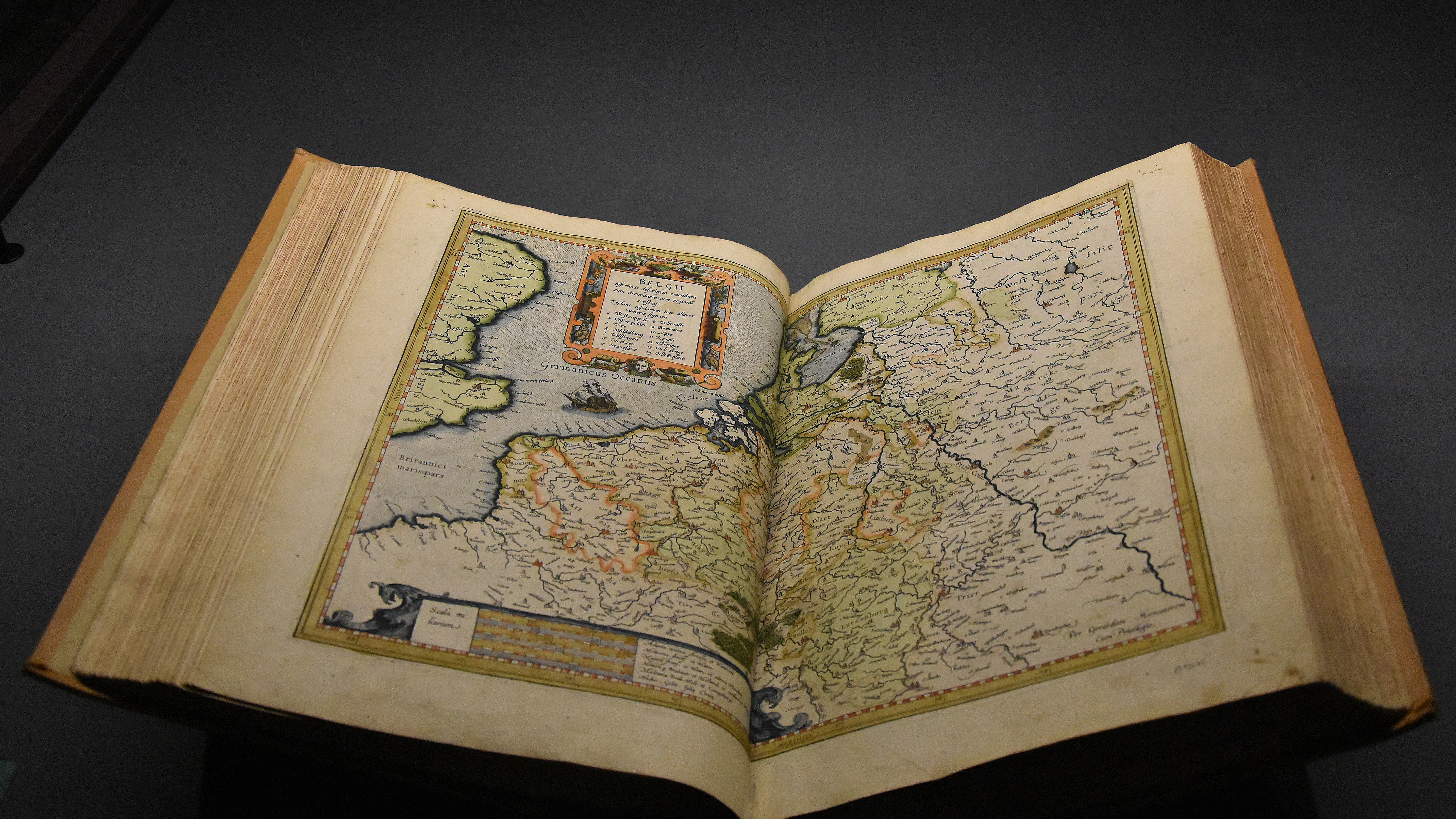
Atlas uit 1595 van Gerard Mercator, uitgegeven na zijn dood

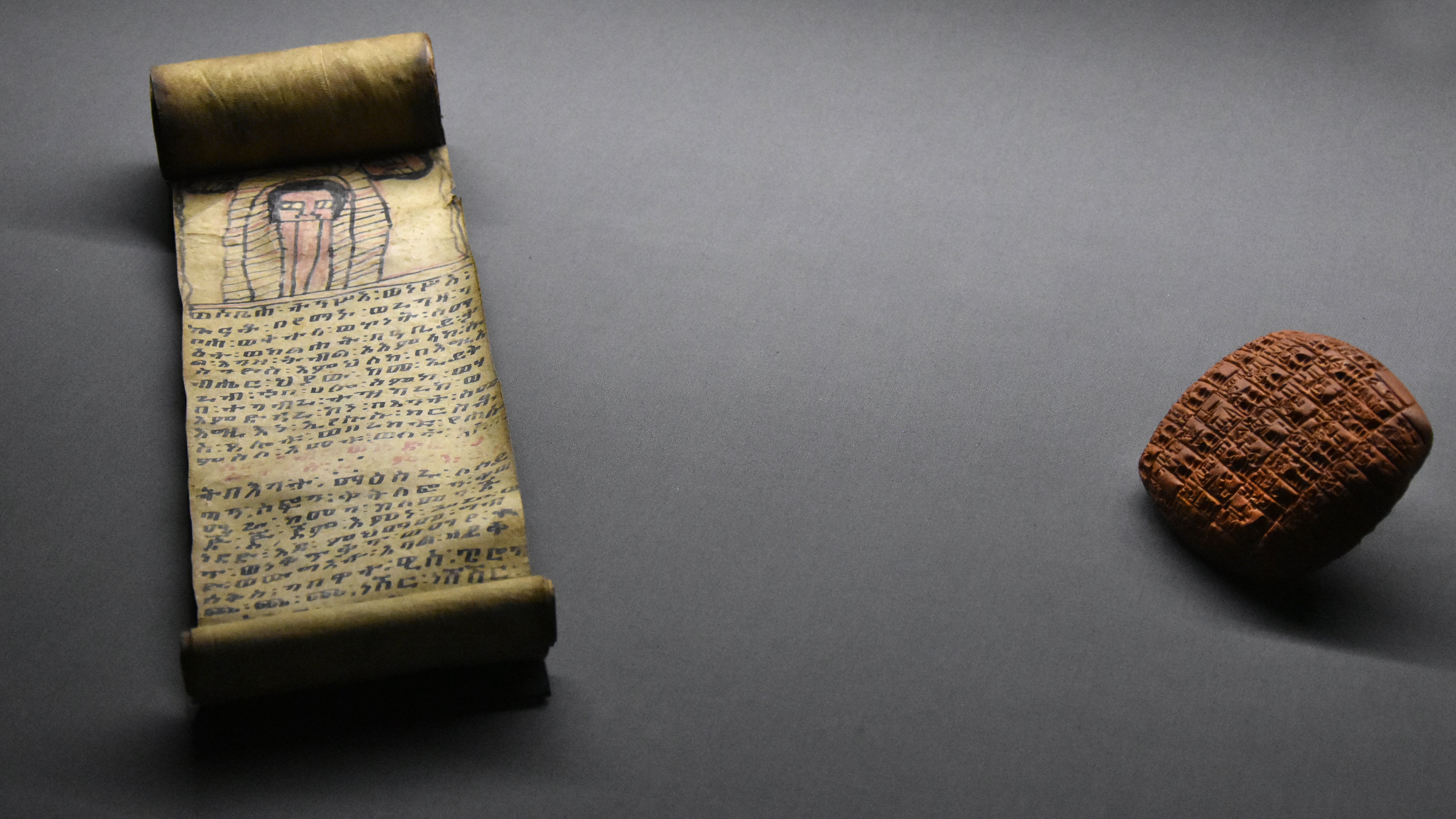
Ethiopische magische rol (19e eeuw) links - kleitablet uit Mesopotamië met spijkerschrift

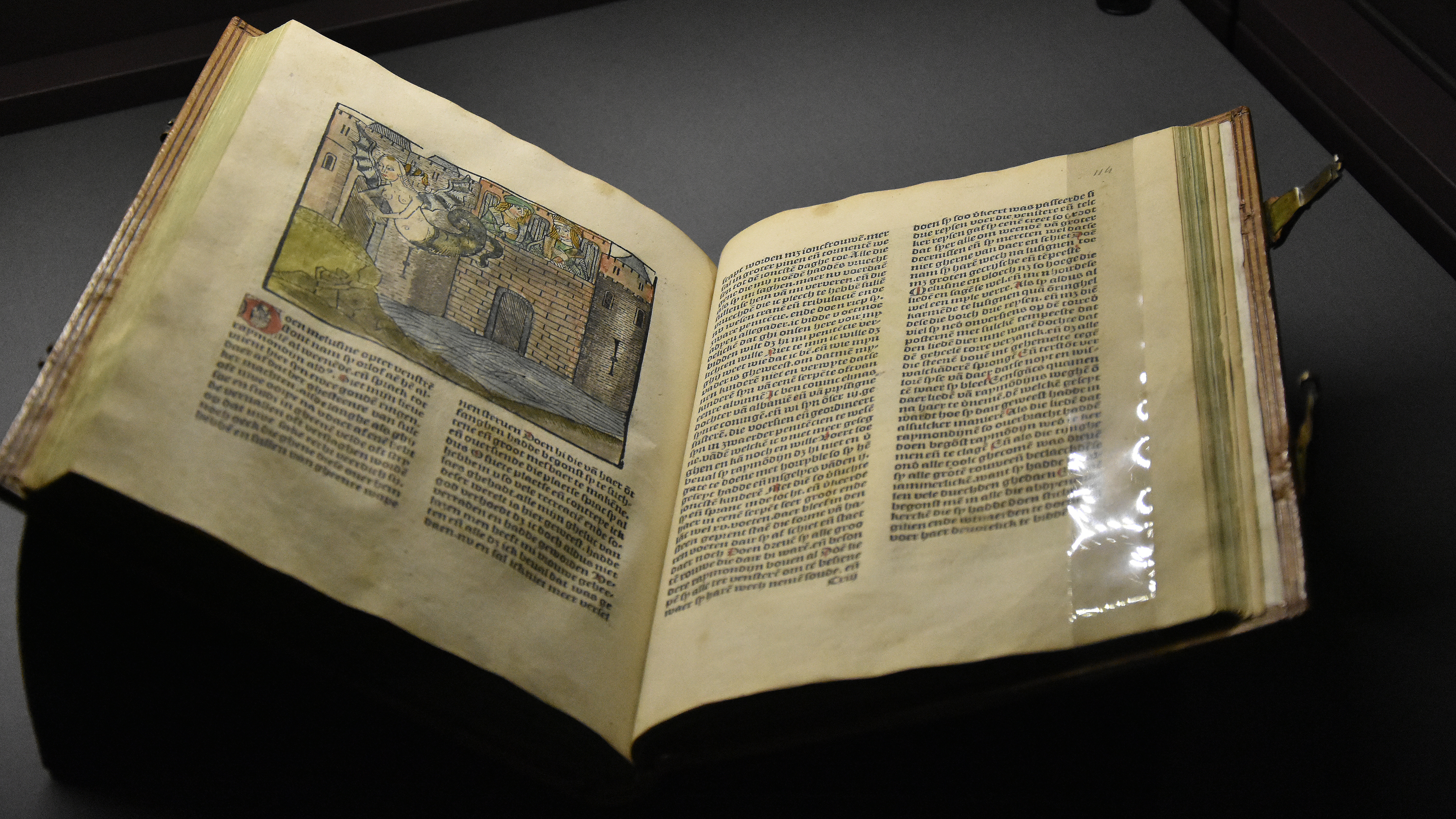
Jean d'Arras - Die wonderlike vreemde ende schone historie van Melusijnen ende van haren geslachten (incunabel uit 1491)

KBR of voluit de Koninklijke Bibliotheek van België (Frans: Bibliothèque royale de Belgique) is de nationale bibliotheek van België. De huidige naam is een contractie van de Nederlandse en de Franse afkortingen.
De Koninklijke Bibliotheek beheert een belangrijk cultureel patrimonium en verwerft en beheert de publicaties die verschijnen op het grondgebied van België en de in het buitenland verschenen publicaties van Belgische auteurs.
De huidige vestiging, naar een ontwerp van architecten Maurice Houyoux en Roland Delers, werd gebouwd tussen 1954 en 1969 en maakt deel uit van het Kunstbergcomplex in Brussel (Keizerslaan 4). De Nassaukapel bleef toen behouden en werd in het gebouw geïntegreerd.
De bibliotheek wordt ook Albertina genoemd (Albertine in het Frans). Dit verwijst naar koning Albert I, wiens ruitermonument er staat. Aan de overkant staat koningin Elisabeth, zijn echtgenote.
In de periode 2019-2020 werden de publieksingang, de lobby, het museum en het restaurant vernieuwd. De Nassaukapel werd opnieuw toegankelijk gemaakt en het museum van de Boekdrukkunst werd opgevolgd door het KBR Museum rond de handschriftencollectie Librije van Bourgondië van de Bourgondische hertogen die aan de oorsprong ligt van de erfgoedcollectie van de bibliotheek.

## Collectie
Met in totaal meer dan zes miljoen boeken (meer dan 150 strekkende kilometer aan boekenplanken) is ze de grootste van het land. De bibliotheek omvat:
- 5.000.000 boeken
- 21.500 tijdschriften
- 150.000 kaarten
- 32.000 handschriften
- 300.000 oude drukken
- 725.000 prenten en foto’s
- 25.000 tekeningen
- 9.200 microfilms
- 50.000 langspeelplaten

De bibliotheek heeft 6 'speciale' verzamelingen, namelijk de kostbare werken, kaarten en plannen, muziekpartituren, prenten en tekeningen, handschriften en munten en penningen. In het totaal zijn er ongeveer 6 miljoen boeken.

## Speciale verzamelingen

### Handschriften
In de bibliotheek bevinden zich ongeveer 35.000 handschriften, waaronder 4500 middeleeuwse codices. Het Handschriftenkabinet is een van de belangrijkste verzamelingen van manuscripten ter wereld. Deze collectie wordt door andere instellingen erkend als de meest waardevolle van België. Tot de verzameling behoren verscheidene handschriften, vervaardigd door David Aubert voor Filips de Goede uit de Librije van Bourgondië waaruit de Koninklijke Bibliotheek is ontstaan. Een deel van de verzameling ging verloren tijdens de brand van het Paleis op de Koudenberg. Van de duizend kostbare handschriften die men bij de dood van Karel de Stoute telde, worden er ongeveer 300 in het Handschriftenkabinet bewaard. Sinds 2020 worden ze tentoongesteld in het KBR Museum.

### Bekende werken
- Chroniques de Hainaut; Annales historiae principum Hannoniae , 1447-1448, het meest waardevolle boek van België, van David Aubert, uitgevoerd voor Filips de Goede. (ms. 9242/9244 18de-eeuws band met wapen van Lodewijk XV; ca.10 kg)
- L'Evangéliaire d'Echternach ( Ms. 9428) een topstuk van Salisch-Frankische miniatuurkunst
- Psalterium van Peterborough (Engeland ca. 1300, Geoffrey de Croyland, abt van Peterborough ) (ms. 9961-62), tussen 1316-1334 eigendom van Johannes XXII
- getijdenboek van de Hertog van Berry,
- getijdenboek van Kleef (Gent voor 1485, Heures de Philippe de Clèves, ms. IV 40),
- Chroniques et Conquestes de Charlemagne,
- van Hulthem-Handschrift,
- Ethica van Aristoteles,
- Histoire de Charles Martel,
- Belle Hélène de Constantinople,
- Cité des dames,
- Geraardsbergs handschrift,
- Histoire des Seigneurs de Gavre,
- Roman de Gérard de Nevers, Jean de Wavrin 1450-1467; ms. 9631
- Roman des sept sages de Rome, ms. 9433-34
- getijdenboek Heures de Notre Dame (1530), ms. II 158 (ook Hennessy-getijdenboek genoemd)
- Chronique universelle van Gembloux (ca. 1130)
- De bekende Rijmbijbel van Jacob van Maerlant (Historia Scholastica; Wrake van Jerusalem ca. 1290-1300); ms. 15001; de tekst telt 27.081 versregels
- een brief van Erasmus
- een derde Carrousel van Dresden, Molerus (1582)
- Wapenboek van de ridders van het Gulden Vlies, 1535, Brugge
- Wapenboek Gelre
- Den byencorf der H.Roomsche Kerke van Philippe Marnix de St-Aldegonde
- brieven van Félicien Rops
- Bruges-la-Morte van Georges Rodenbach,
- Carnet van Maurice Maeterlinck,
- Au proscrits français refuhies en Belgique van Victor Hugo,
- Fantaisies militaires van Charles-Joseph de Ligne,
- in t wonderjaer van Hendrik Conscience

Daarnaast verscheidene werken en handschriften van Hugo Claus, Paul van Ostaijen, Guido Gezelle en Karel van de Woestijne

### Recente aanwinsten
- een brief van Marcus Laurinus aan Abraham Ortelius;
- een paar ivoren schrijftabletten Frankrijk;
- folia uit het Wapenboek van Gorrevod; midden 14de eeuw;
- Het van Reynegom-getijdenboek;
- La ancienne noblesse du contee de Flandres van Corneille Gaillard;
- een brief van Arthur Rimbaud aan zijn moeder, Aden, 22 september 1880
- verschillende manuscripten van Théo van Rysselberghe

De kostbare handschriften worden in verschillende kluizen bewaard en zijn enkel te bestuderen na schriftelijk verzoek. De facsimiles zijn te raadplegen zonder verzoek. Deze collectie groeit nog steeds aan. Regelmatig worden er na een schriftelijk verzoek onder strenge voorwaarden stukken in bruikleen gegeven. Hiervoor worden de stukken verzekerd voor enkele honderdduizenden euro's tot miljoenen voor de allerkostbaarste.

### Kostbare werken
Deze verzameling gedrukte werken is groter dan de handschriften. Hier worden wiegendrukken en speciale edities bewaard. Vermeldenswaardig zijn de drukken van Plantijn, het Wapenboek Gelre, de stedenatlas van Jacob van Deventer, atlassen van Mercator, Andreas Vesalius' anatomisch meesterwerk De humani corporis fabrica, La Heriade van Voltaire, Horae et preces van Maximiliaan van Oostenrijk, de Comedia van Dante (1481, met burijngravures) en * Die wonderlike vreemde ende schone historie van Melusijnen ende van haren geslachten (incunabel uit 1491 van Jean d'Arras). Ook het eerste Brusselse boek Opuscula van 3 maart 1475 wordt er bewaard, zoals de duobus amantibus - Aalst, Thierry Martens - uit 1473
Uniek is Een seer ghenoechlike ende vermakelicke historie: Reynaert De Vos uit 1566, Plantijn; het Landjuweel van Antwerpen  uit 1561.
Daarnaast een uitgave van Friedrich Nietzsches Also sprach Zarathustra en producties van Fernand Khnopff, James Ensor en Frans Masereel.

### Munten en penningen
Het Penningkabinet van de KBR, met meer dan 220.000 voorwerpen, is wereldberoemd. Het heeft een rijke collectie Keltische, Griekse en Romeinse munten uit de oudheid en ook de meest volledige numismatische verzameling uit de geschiedenis van de Lage Landen. De aankoop van de collectie-du Chastel in 1899 en het legaat van de collectie-de Hirsch in hetzelfde jaar, waren beslissende verrijkingen.
Enkele markante stukken:
- De tetradrachme van Aetna die beschouwd wordt als 's werelds meest kostbare munt, ook de Mona Lisa van de numismatiek genoemd.
- Een gouden aureus (Romeinse munt) van keizer Caracalla. Op de keerzijde een offerscène in aanwezigheid van de Vestaalse maagden.
- De gouden Ordeketen van de Leopoldsorde (Albert I).
- De vergulde sierdolk van farao Kamose.

### Prenten en tekeningen
Het Prentenkabinet behoort tot de rijkste collecties grafische kunst in Europa. Het bezit ongeveer 750.000 stukken, voor een deel met documentair karakter (o.a. geschiedenis, topografie) en anderzijds kunstwerken (tekeningen, gravures, etsen, houtsnedes...) uit diverse nationale scholen van de 15e eeuw tot heden. Tot de hoogtepunten behoren originele tekeningen van Bruegel, Rubens, Van Dyck, Jordaens, Rops, Khnopff, Ensor en Spilliaert.

### Chalcografie
De Koninklijke Bibliotheek heeft ook een groot aantal drukplaten in haar collectie. Deze worden bewaard bij de dienst Chalcografie. Er zijn slechts vier chalcografiediensten in Europa (Rome, Madrid, Parijs en Brussel). Sommige oude drukplaten worden nog steeds herdrukt en uitgegeven en kunnen gekocht worden in de museumshop. Ook brengt de KBR actief nieuwe platen en prenten uit. Bekende kunstenaars aanwezig in haar collectie zijn onder andere Ensor en Claude Mellan.

### Kaarten en plannen
Een verzameling van meer dan 200.000 kaarten, plattegronden, atlassen, boeken en globes. Het merendeel van deze documenten heeft betrekking op België, maar bijvoorbeeld ook op de voormalige kolonie Kongo.
De collectie omvat onder andere de volgende werken:
- de Kabinetskaart van de Oostenrijkse Nederlanden (1771-1778), de zogenaamde Ferrariskaart, in 275 bladen, met 12 banden handgeschreven commentaar;
- de topografische kaart van België op schaal 1:20 000 (1846-1854) van Philippe Vandermaelen (1795-1869);
- de kaarten van het Nationaal Geografisch Instituut;
- de kadasterplannen uitgegeven door Vandermaelen (1795-1869) voor een deel van de provincie Brabant en de plannen uitgegeven door Christian Popp (1805-1879) voor de provincies Oost-Vlaanderen, West-Vlaanderen, Brabant, Henegouwen, Luik en een deel van de provincie Antwerpen zijn elektronisch raadpleegbaar;
- de geologische kaart van België op schaal 1:40 000 (1893-1902); de bodemkaart en de kaart van de plantengroei op schaal 1:20 000 (1950- ).

### Muziek
Met haar rijk en uitzonderlijk muzikaal erfgoed geldt de Muziekafdeling als een belangrijk Belgisch wetenschappelijk centrum dat muziekdocumenten bewaart en valoriseert. Haar collecties bevatten handgeschreven en gedrukte partituren, brieven van musici en componisten, gedrukte werken, concertprogramma’s en –affiches, foto’s en andere iconografische documenten, geluidsarchieven evenals diverse objecten (o.a. penningen, bustes en afgietsels). Hoewel het merendeel van het muzikaal erfgoed van de Koninklijke Bibliotheek van België in de Muziekafdeling is ondergebracht, bewaren ook de afdelingen Handschriften, Oude en kostbare drukwerken en Prenten. sommige muziekdocumenten.
Bij de oprichting van de Muziekafdeling in 1965 werd het merendeel van de 5.000 muziekwerken (gedrukte werken en handschriften) uit de privébibliotheek van de Belgische musicoloog François-Joseph Fétis (1784-1871) samengebracht, die de Koninklijke Bibliotheek van België in 1872 had verworven. Dit fonds Fétis is een belangrijke bron voor musicologisch onderzoek. Het fonds bevat tal van prestigieuze documenten zoals het autografisch handschrift van de Suite in g, BWV 995 van Johann Sebastian Bach (1685-1750). Tot de oudste bronnen van deze verzameling behoren meer bepaald een aantal muziektraktaten die op het einde van de 15de eeuw werden geschreven door de muziektheoreticus Johannes Tinctoris.
Daarnaast blijft de afdeling, via schenkingen of aankopen, zeer belangrijke documenten verwerven in verband met grote figuren uit de Belgische muziekwereld. Denk maar aan André-Ernest-Modeste Grétry (1741-1813), Henri Vieuxtemps (1820-1881), César Franck (1822-1890), Eugène Ysaÿe (1858-1931) en Guillaume Lekeu (1870-1894), naast de Fransen Albert Roussel en Darius Milhaud, de Hongaren Franz Liszt en Béla Bartók of de Noor Edvard Grieg. In een recenter verleden wist de Muziekafdeling ook de verzamelingen van Marc Danval en Eric Mathot te verwerven en kon ze haar erfgoed verrijken met tienduizenden platen en partituren in verband met jazz alsook salon- en variétémuziek uit binnen- en buitenland.
Via het wettelijk depot verwerft de Muziekafdeling jaarlijks ook een aantal musicologische werken en partituren die in België verschijnen. De Muziekafdeling speelt ook een actieve rol binnen diverse internationale verenigingen zoals de IAML, het RILM en het RISM. Sinds 2002 heeft de vzw Béla Bartók Archief van België onderdak gevonden in de Muziekafdeling.

#### Belangrijkste fondsen
Met een zestigtal fondsen en collecties die betrekking hebben op zowel geleerde als lichte muziek en zowel oude als hedendaagse muziek is de Muziekafdeling een onmisbare bron voor de studie van de muziekgeschiedenis in België en in het buitenland. Tot de meest representatieve behoren de fondsen en collecties van François-Joseph Fétis, Eugène Ysaÿe, Henri Vieuxtemps, Marc Danval, Yves Becko Denijs Dille, Flor Peeters of ook Edgar Tinel.

#### Fonds Yves Becko
Het fonds Yves Becko werd in 2004 aangekocht door de Koning Boudewijnstichting en is sinds augustus 2005 toevertrouwd aan de Muziekafdeling van de Koninklijke Bibliotheek van België.
Yves Becko (1943-2004) werd geboren te Luik en was ingenieur fysica, doctor in de toegepaste wetenschappen en marketingconsulent. Hij was bovendien een gepassioneerd verzamelaar van opera en oude platen. Zijn collectie van Belgische lyrische kunst geldt bij kenners als de rijkste discografie die ooit in België is aangelegd voor de periode vóór 1950. Het gaat om een verzameling historische opnamen die uniek is in België.
Ze omvat ongeveer 20.000 78 toerenplaten met de Belgische lyrische zangkunst uit de periode 1890-1950, duizenden 33-toerenplaten, een zestigtal cilinders, 18 geperforeerde rollen voor mechanische piano, audiocassettes, magneetbanden, en video op VHS-banden. Ongeveer 2.000 gedrukte werken en muziektijdschriften vervolledigen het fonds. Ze vormen een unieke referentiebibliotheek voor het Belgische zangleven uit de tweede helft van de 19e eeuw en de eerste helft van de 20e eeuw enerzijds, en voor de geschiedenis van geluidsopnametechnieken en het geregistreerde muziekrepertoire anderzijds.

#### Recente aanwinsten

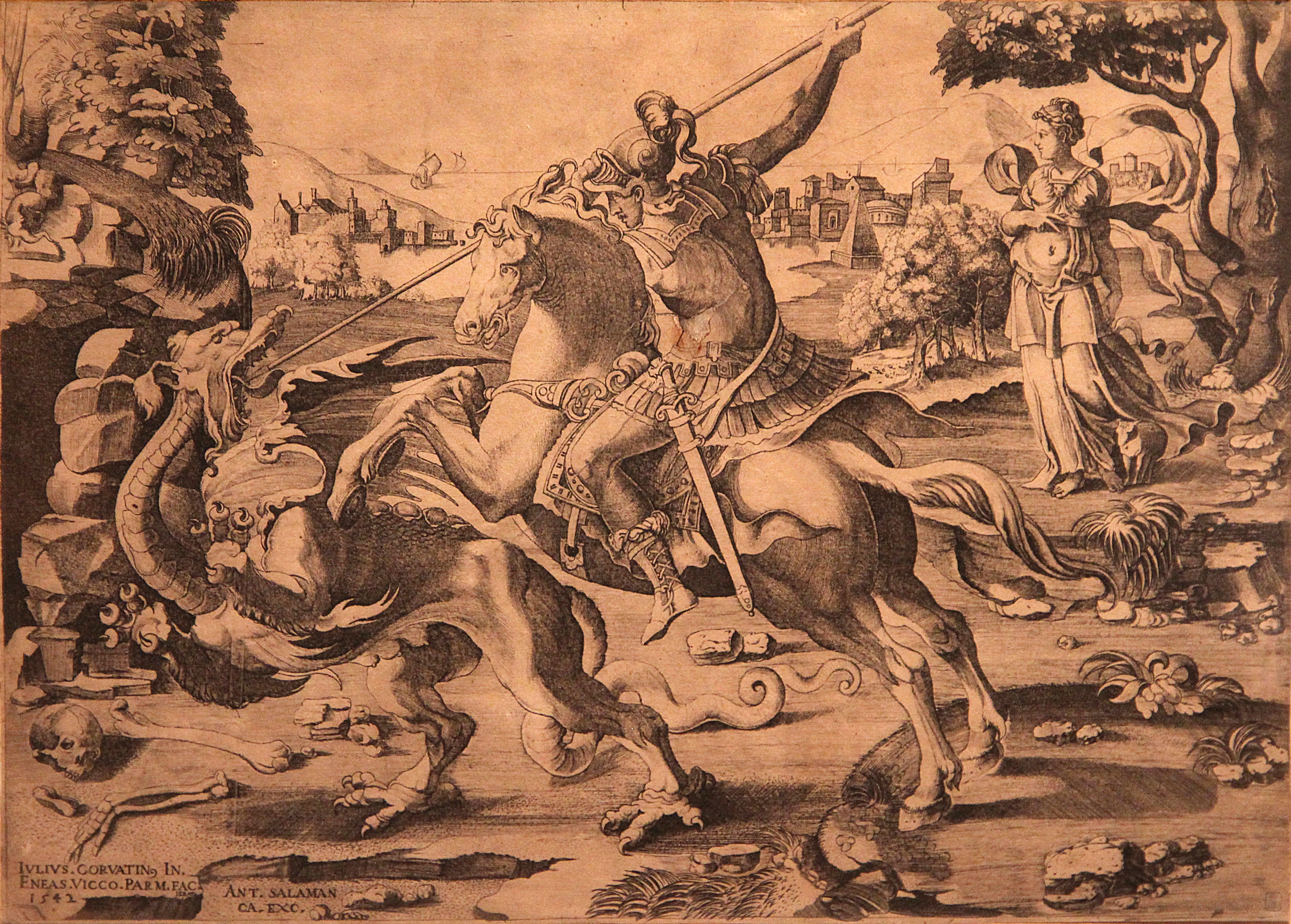
Gravure door het Cabinet des Estampes Enea Vico naar Giulio Clovio (1522).

- Légende norvégienne: De autografische partituur van Légende norvégienne, een voorheen onbekend werk van Eugène Ysaÿe, werd in 2014 opgenomen in de verzameling van de Muziekafdeling. De Belgische violist schreef deze compositie voor viool en piano tijdens een tournee door Noorwegen in de lente van 1882. Op die tournee ontmoette hij Edvard Grieg. Deze Légende norvégienne was sinds het einde van de 19de eeuw in handgeschreven vorm blijven bestaan en werd tijdens het openingsconcert van het seizoen 2014-2015 ‘Muzikale schatten uit de Koninklijke Bibliotheek van België' voor het eerst opnieuw opgevoerd door de violist Marc Bouchkov en de pianist Georgiy Dubko.
- Le Retour des plaisirs: In december 2013 verwierf de Muziekafdeling van de Koninklijke Bibliotheek van België het muziekhandschrift van de gelegenheidsopera Le Retour des plaisirs. Het is tot nog toe de enige overgebleven muziek van de hand van André Vaillant, een musicus die in het begin van de 18de eeuw actief was in Bergen en Valenciennes. Deze kleine opera, gecomponeerd in de stijl van Lully, werd op 11 april 1719 voor het eerst opgevoerd in Bergen maar werd daarna nooit meer gespeeld. Het manuscript werd volledig overgeschreven in de Muziekafdeling opdat er opnieuw voorstellingen zouden kunnen plaatsvinden. Dat gebeurde in 2015 in het kader van Mons 2015, Europese culturele hoofdstad, alsook in Brussel in het kader van een partnerschap met het Conservatoire royal de musique van Bergen.
- La Fiancée de Messine: In 2011 kochten de Koning Boudewijnstichting en haar Erfgoedfonds een uitzonderlijk geheel van 32 muziekhandschriften van de Belgische violist en componist Henri Vieuxtemps. Eén jaar later kocht het Fonds Pastoor Manoël de la Serna van diezelfde stichting het autografisch handschrift van de enige en nochtans onbekende opera van de componist, La Fiancée de Messine. Deze opeenvolgende aankopen maken van de Koninklijke Bibliotheek van België de bewaarplaats met het grootste aantal bronnen in verband met deze musicus.

#### Activiteiten
De Muziekafdeling ontwikkelt af en toe projecten tot wetenschappelijke valorisatie van haar collecties, bestemd voor zowel het grote publiek als specialisten. Sinds 1978 organiseert ze een reeks concerten onder de titel ‘Muzikale schatten uit de Koninklijke Bibliotheek van België’, waar musici het muzikaal erfgoed van de instelling opnieuw tot leven brengen. De afdeling organiseert ook internationale musicologische colloquia en publiceert artikelen en monografieën om haar collecties in de schijnwerpers te plaatsen. Tot vandaag heeft ze ook vier virtuele tentoonstellingen georganiseerd:
- Bartók en Dille[17]
- Mozart in Brussel[18] (Shockwave Player vereist)
- Eugène Ysaÿe[19]
- Henry Vieuxtemps[20]

## KBR Museum
Op 18 september 2020 werd het KBR Museum geopend. Het museum in en om de Nassaukapel toont verschillende handschriften uit de Librije van Bourgondië van de Bourgondische hertogen. Verder worden er ook schilderijen, retabels, beeldhouwwerken, wapens en dagelijkse voorwerpen uit grote musea tentoongesteld om de historische context van de Bourgondische tijd en de handschriften te schetsen.

## Het Librarium in de Koninklijke Bibliotheek
In de voormalige schenkingenzaal is een permanente tentoonstelling ingericht rond de geschiedenis van het boek, genoemd Librarium. Het Librarium bestaat uit 6 zalen die telkens een ander licht werpen op de schriftdrager. In de eerste zaal brengt men het ontstaan van de schriftcultuur in beeld. Een volledige zaal is gewijd aan de relatie tussen woord en beeld. In de laatste zaal komen de digitale schriftdragers naar voren zoals de blackberry. De stukken, alle uit de voorraad van de bibliotheek zelf (5 miljoen stuks) worden om de drie maanden vervangen. Men kan er de ingerichte kabinetten van Henry Van de Velde, Michel de Ghelderode en Emile Verhaeren bewonderen. Er is ook een atelier voor kinderen voorzien om zelf boekjes te ontwerpen en linosnedes te snijden.

## Digitalisering
De collecties van de KBR worden gestaag gedigitaliseerd en online toegankelijk gemaakt. De voornaamste databanken zijn Belgica, BelgicaPress (kranten tot 1970) en BelgicaPeriodicals (tijdschriften tot nu).

## Hoofdconservatoren en directeurs van de Koninklijke Bibliotheek
- Georges-Joseph Gérard (1734-1814)
- Frédéric de Reiffenberg (1837-1850)
- Louis-Joseph Alvin (1850-1887)
- Édouard Fétis (1887-1904)
- Henri Hymans (1904-1909)
- Joseph Van den Gheyn (1909-1912)
- Ursmer Berlière (1913-1914)
- Willem De Vreese (1917-1918)
- Louis Paris (1919-1929)
- Victor Tourneur (1929-1943)
- Frédéric Lyna (1944-1953)
- Marcel Hoc (1953-1955)
- Herman Liebaers (1956-1973)
- Martin Wittek (1973-1990)
- Denise De Weerdt (1990-1991)
- Josiane Roelants-Abraham (1992)
- Pierre Cockshaw (1992-2002)
- Raphaël De Smedt (2002-2005)
- Patrick Lefèvre (2005-2017)
- Sara Lammens (2017-2023, ad interim)
- Sara Lammens (2023- )